# サン＝シュルピス＝レ＝シャン
サン＝シュルピス＝レ＝シャン （Saint-Sulpice-les-Champs、オック語:Sent Soupise las Chams）は、フランス、ヌーヴェル＝アキテーヌ地域圏、クルーズ県のコミューン。

## 地理
北緯46度線と東経2度線の交点が、コミューンの中に位置している。
トリオン川の支流ゴーヌ川がコミューンを流れている。

## 人口統計
| 1962年 | 1968年 | 1975年 | 1982年 | 1990年 | 1999年 | 2008年 | 2013年 |
| ------ | ------ | ------ | ------ | ------ | ------ | ------ | ------ |
| 477    | 469    | 446    | 406    | 395    | 366    | 384    | 377    |

参照元:1962年から1999年までは複数コミューンに住所登録をする者の重複分を除いたもの。それ以降は当該コミューンの人口統計によるもの。1999年までEHESS/Cassini、2004年以降INSEE。

## 史跡

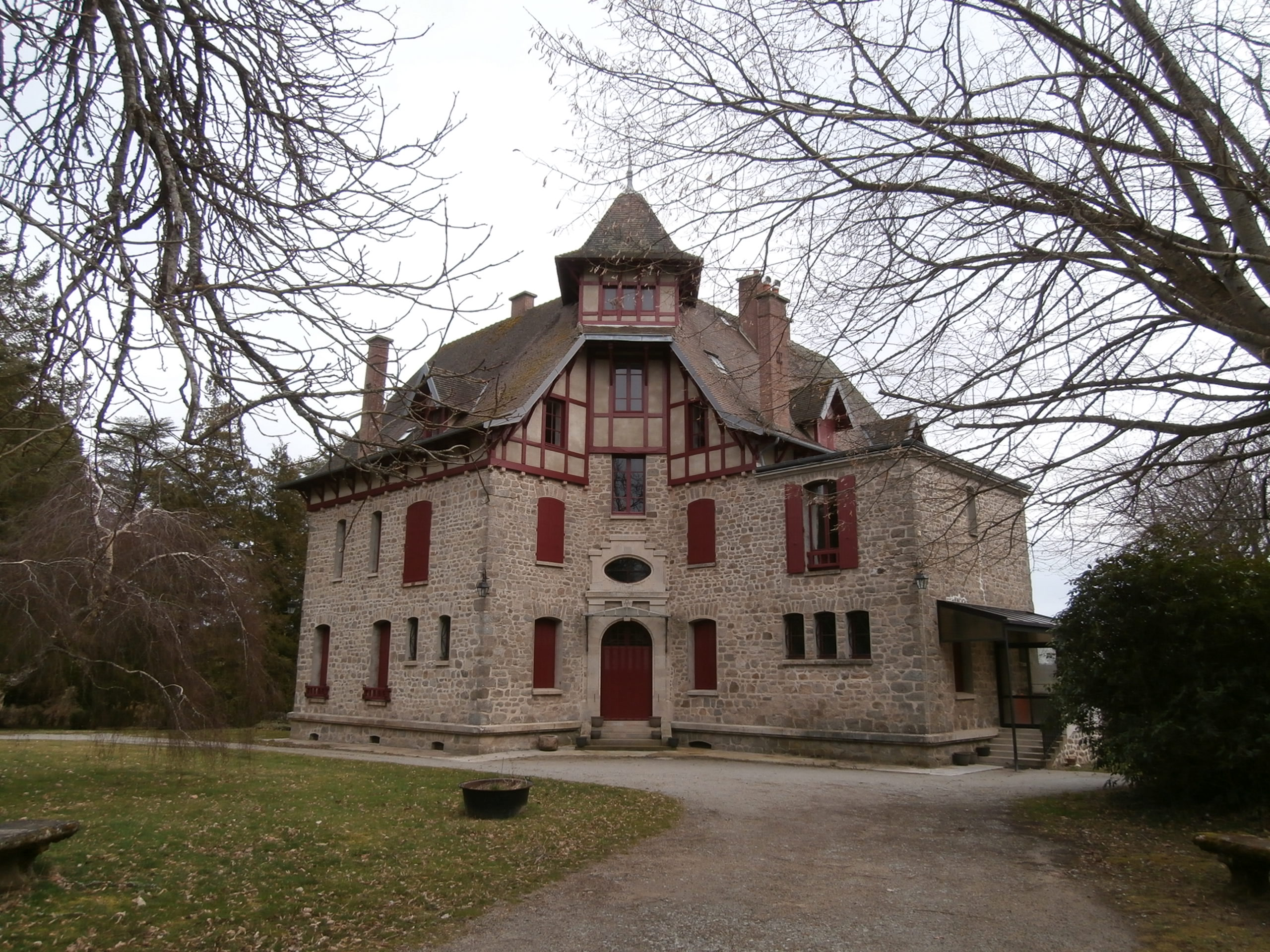
ノルマンディー風別荘

- ノルマンディー様式の別荘 - 1918年から1920年建設。2012年に修復されている。

## 出身者
- ウジェーヌ・ジャモ（fr） - 医師。アフリカ睡眠病に対する功績で有名